# Milà-Sanremo 2019
La Milà-Sanremo 2019, 110a edició de la Milà-Sanremo, es disputà el dissabte 23 de març de 2019 sobre un recorregut de 291 km, en el que va ser la vuitena prova de l'UCI World Tour 2019.
El vencedor final fou el francès Julian Alaphilippe (Deceuninck-Quick Step), que s'imposà a l'esprint a Oliver Naesen (AG2R La Mondiale) i Michał Kwiatkowski (Team Sky).
La cursa va estar marcada per una llarga escapada formada per 10 ciclistes que va liderar la cursa en els primers 250 km d'etapa. En l'ascensió a la Cipressa fou neutralitzat Fausto Masnada (Androni Giocattoli-Sidermec), darrer membre d'aquesta escapada. A dos quilòmetres del cim Lawson Craddock (EF Education First) atacà, però fou Niccolò Bonifazio (Direct Energie) el que va aconseguir fins a 20 segons en el descens. Amb tot, fou neutralitzat poc abans de començar l'ascensió al Poggio (9,1 km de l'arribada).
En l'ascensió al Poggio el Deceuninck-Quick Step imposà un fort ritme que va fer que el gran grup es trenqués i els grans esprintadors quedessin despenjats. A 1,6 km del cim Simon Clarke (EF Education First) fou el primer en llançar les hostilitats, seguit per Anthony Turgis (Direct Energie). Poc després Julian Alaphilippe reaccionà i s'acabà formant un petit grup format per: Alaphilippe, Oliver Naesen (AG2R La Mondiale), Matteo Trentin (Mitchelton Scott), Wout Van Aert (Team Jumbo-Visma), Michal Kwiatkowski (Team Sky) i Alejandro Valverde (Team Movistar).
En el descens uns poc ciclistes aconseguiren unir-se al grup capdavanter poc abans d'iniciar-se l'esprint final, en el qual Julian Alaphilippe fou el més ràpid, seguit per Oliver Naesen, Michal Kwiatkowski i Peter Sagan.

## Recorregut
La Milà-Sanremo és la cursa professional més llarga del calendari ciclista i el 2019 tindrà una llargada de 291 quilòmetres. La cursa comença a la ciutat de Milà, a la Via della Chiesa Rossa. Des de Milà, la primera part de la cursa és majoritàriament plana, tot passant per les províncies de Milà, Pavia i Alessandria. No hi ha cap ascensió significativa en els primers 100 quilòmetres de recorregut. En entrar a la província de Gènova els ciclistes han d'afrontar l'ascensió al Passo del Turchino, una llarga i suau ascensió sense cap dificultat destacable. El descens però, és molt regirat i és important que els ciclistes es mantinguin a la part davantera del grup. Els següents 80 quilòmetres tornen a ser majoritàriament plans. En aquesta part de la cursa, a la província de Savona, els ciclistes seguiran la costa mediterrània.
La part més complicada de la cursa comença al voltant del quilòmetre 240 de cursa, quan la cursa entra a la província d'Imperia. Els ciclistes hauran de superar una sèrie d'ascensions conegudes com a Capi: el Capo Mele, el Capo Cerva i el Capo Berta. Després d'aquestes ascensions queden menys de 40 quilòmetres per a la fi de la cursa. Un curt tram pla es troba abans de l'ascensió a la Cipressa, una ascensió de 5,6 quilòmetres de llargada, amb una mitjana del 4,1%. El cim es corona a manca de 21,5 quilòmetres per l'arribada. Nou quilòmetres plans conduiran a la darrera ascensió de la cursa és el Poggio, amb 3,7 quilòmetres de pujada a una mitjana del 3,7% i rampes màximes del 8%. El cim es troba a tan sols 5,5 quilòmetres de l'arribada. El descens és molt tècnic, amb passos estrets i corbes tancades. En finalitzar el descens sols manquen 2,3 quilòmetres per l'arribada, amb una recta final de 750 metres.

## Equips participants
En la cursa hi prendran part 25 equips, per un total de 175 corredors.
| WorldTeams (18)- AG2R La Mondiale - Astana - Bahrain-Merida - Bora-hansgrohe - CCC Team - Deceuninck-Quick Step - Dimension Data - EF Education First - Groupama-FDJ - Team Jumbo-Visma - Katusha-Alpecin - Lotto Soudal - Mitchelton-Scott - Movistar Team - Sky - Team Sunweb - Trek-Segafredo - UAE Team Emirates Equips continentals professionals (7)- Androni Giocattoli-Sidermec - Bardiani CSF - Cofidis, Solutions Crédits - Direct Énergie - Israel Cycling Academy - Neri Sottoli-Selle Italia-KTM - Team Novo Nordisk |
| |

## Classificació final
| \| Classificació general \| Classificació general \| Classificació general \| Classificació general \| Classificació general \| \| Corredor \| Corredor \| Equip \| Temps \| \| \| --------------------- \| --------------------------- \| --------------------- \| --------------------- \| --------------------- \| \| 1r \| Julian Alaphilippe \| Deceuninck-Quick Step \| 6h 40' 14" \| \| \| 2n \| Oliver Naesen \| AG2R La Mondiale \| + 0" \| \| \| 3r \| Michał Kwiatkowski \| Team Sky \| + 0" \| \| \| 4t \| Peter Sagan \| Bora-Hansgrohe \| + 0" \| \| \| 5è \| Matej Mohorič \| Bahrain-Merida \| + 0" \| \| \| 6è \| Wout van Aert \| Team Jumbo-Visma \| + 0" \| \| \| 7è \| Alejandro Valverde Belmonte \| Movistar Team \| + 0" \| \| \| 8è \| Vincenzo Nibali \| Bahrain-Merida \| + 0" \| \| \| 9è \| Simon Clarke \| EF Education First \| + 0" \| \| \| 10è \| Matteo Trentin \| Mitchelton-Scott \| + 0" \| \| \| 11è \| Tom Dumoulin \| Team Sunweb \| + 3" \| \| \| 12è \| Michael Matthews \| Team Sunweb \| + 8" \| \| \| 13è \| Daniel Oss \| Bora-Hansgrohe \| + 24" \| \| \| 14è \| Alexander Kristoff \| UAE Team Emirates \| + 27" \| \| \| 15è \| Magnus Cort Nielsen \| Astana \| + 27" \| \| \| 16è \| Fernando Gaviria Rendón \| UAE Team Emirates \| + 27" \| \| \| 17è \| Marco Haller \| Katusha-Alpecin \| + 27" \| \| \| 18è \| Mike Teunissen \| Team Jumbo-Visma \| + 27" \| \| \| 19è \| Davide Ballerini \| Astana \| + 27" \| \| \| 20è \| Giacomo Nizzolo \| Dimension Data \| + 27" \| \| |                             |                       |            |
| |                             |                       |            |
| Font: ProCyclingStats |                             |                       |            |
| Classificació general |                             |                       |            |
| Corredor | Corredor                    | Equip                 | Temps      |
| 1r | Julian Alaphilippe          | Deceuninck-Quick Step | 6h 40' 14" |
| 2n | Oliver Naesen               | AG2R La Mondiale      | + 0"       |
| 3r | Michał Kwiatkowski          | Team Sky              | + 0"       |
| 4t | Peter Sagan                 | Bora-Hansgrohe        | + 0"       |
| 5è | Matej Mohorič               | Bahrain-Merida        | + 0"       |
| 6è | Wout van Aert               | Team Jumbo-Visma      | + 0"       |
| 7è | Alejandro Valverde Belmonte | Movistar Team         | + 0"       |
| 8è | Vincenzo Nibali             | Bahrain-Merida        | + 0"       |
| 9è | Simon Clarke                | EF Education First    | + 0"       |
| 10è | Matteo Trentin              | Mitchelton-Scott      | + 0"       |
| 11è | Tom Dumoulin                | Team Sunweb           | + 3"       |
| 12è | Michael Matthews            | Team Sunweb           | + 8"       |
| 13è | Daniel Oss                  | Bora-Hansgrohe        | + 24"      |
| 14è | Alexander Kristoff          | UAE Team Emirates     | + 27"      |
| 15è | Magnus Cort Nielsen         | Astana                | + 27"      |
| 16è | Fernando Gaviria Rendón     | UAE Team Emirates     | + 27"      |
| 17è | Marco Haller                | Katusha-Alpecin       | + 27"      |
| 18è | Mike Teunissen              | Team Jumbo-Visma      | + 27"      |
| 19è | Davide Ballerini            | Astana                | + 27"      |
| 20è | Giacomo Nizzolo             | Dimension Data        | + 27"      |

## Llista de participants
| Bahrain-Merida TBM | Bahrain-Merida TBM         | Bahrain-Merida TBM |
| ------------------ | -------------------------- | ------------------ |
| Núm                | Ciclista                   | Pos                |
| 1                  | Vincenzo Nibali (ITA)      | 8è                 |
| 2                  | Sonny Colbrelli (ITA)      | 43è                |
| 3                  | Heinrich Haussler (AUS)    | 106è               |
| 4                  | Kristjan Koren (SLO)       | 107è               |
| 5                  | Matej Mohorič (SLO) (ruta) | 5è                 |
| 6                  | Marcel Sieberg (GER)       | 116è               |
| 7                  | Dylan Teuns (BEL)          | DNF                |

| AG2R La Mondiale ALM | AG2R La Mondiale ALM    | AG2R La Mondiale ALM |
| -------------------- | ----------------------- | -------------------- |
| Núm                  | Ciclista                | Pos                  |
| 11                   | Romain Bardet (FRA)     | 50è                  |
| 12                   | Julien Duval (FRA)      | 151è                 |
| 13                   | Dorian Godon (FRA)      | 92è                  |
| 14                   | Oliver Naesen (BEL)     | 2n                   |
| 15                   | Nans Peters (FRA)       | 129è                 |
| 16                   | Clément Venturini (FRA) | 24è                  |
| 17                   | Lawrence Warbasse (USA) | 70è                  |

| Androni Giocattoli-Sidermec ANS | Androni Giocattoli-Sidermec ANS | Androni Giocattoli-Sidermec ANS |
| ------------------------------- | ------------------------------- | ------------------------------- |
| Núm                             | Ciclista                        | Pos                             |
| 21                              | Manuel Belletti (ITA)           | 85è                             |
| 22                              | Matteo Busato (ITA)             | 80è                             |
| 23                              | Mattia Cattaneo (ITA)           | 101è                            |
| 24                              | Marco Frapporti (ITA)           | 125è                            |
| 25                              | Francesco Gavazzi (ITA)         | 96è                             |
| 26                              | Fausto Masnada (ITA)            | 126è                            |
| 27                              | Matteo Montaguti (ITA)          | 33è                             |

| Astana AST | Astana AST                  | Astana AST |
| ---------- | --------------------------- | ---------- |
| Núm        | Ciclista                    | Pos        |
| 31         | Magnus Cort Nielsen (DEN)   | 15è        |
| 32         | Davide Ballerini (ITA)      | 19è        |
| 33         | Manuele Boaro (ITA)         | 97è        |
| 34         | Dario Cataldo (ITA)         | 47è        |
| 35         | Laurens De Vreese (BEL)     | 60è        |
| 36         | Ievgueni Guiditx (KAZ)      | 88è        |
| 37         | Jonas Gregaard Wilsly (DEN) | 98è        |

| Bardiani CSF BRD | Bardiani CSF BRD         | Bardiani CSF BRD |
| ---------------- | ------------------------ | ---------------- |
| Núm              | Ciclista                 | Pos              |
| 41               | Vincenzo Albanese (ITA)  | DNF              |
| 42               | Giovanni Carboni (ITA)   | 90è              |
| 43               | Mirco Maestri (ITA)      | 142è             |
| 44               | Umberto Orsini (ITA)     | 143è             |
| 45               | Alessandro Pessot (ITA)  | 167è             |
| 46               | Lorenzo Rota (ITA)       | DNF              |
| 47               | Alessandro Tonelli (ITA) | 158è             |

| Bora-Hansgrohe BOH | Bora-Hansgrohe BOH        | Bora-Hansgrohe BOH |
| ------------------ | ------------------------- | ------------------ |
| Núm                | Ciclista                  | Pos                |
| 51                 | Peter Sagan (SVK) (ruta)  | 4t                 |
| 52                 | Sam Bennett (IRL)         | 28è                |
| 53                 | Maciej Bodnar (POL)       | DNF                |
| 54                 | Marcus Burghardt (GER)    | 64è                |
| 55                 | Jean-Pierre Drucker (LUX) | 30è                |
| 56                 | Oscar Gatto (ITA)         | 104è               |
| 57                 | Daniel Oss (ITA)          | 13è                |

| CCC Team CPT | CCC Team CPT                   | CCC Team CPT |
| ------------ | ------------------------------ | ------------ |
| Núm          | Ciclista                       | Pos          |
| 61           | Greg Van Avermaet (BEL)        | 42è          |
| 62           | Alessandro De Marchi (ITA)     | 58è          |
| 63           | Michael Schär (SUI)            | 111è         |
| 64           | Gijs Van Hoecke (BEL)          | 99è          |
| 65           | Nathan Van Hooydonck (BEL)     | DNF          |
| 66           | Guillaume Van Keirsbulck (BEL) | 124è         |
| 67           | Łukasz Wiśniowski (POL)        | 86è          |

| Cofidis, Solutions Crédits COF | Cofidis, Solutions Crédits COF | Cofidis, Solutions Crédits COF |
| ------------------------------ | ------------------------------ | ------------------------------ |
| Núm                            | Ciclista                       | Pos                            |
| 71                             | Christophe Laporte (FRA)       | 61è                            |
| 72                             | Nacer Bouhanni (FRA)           | 62è                            |
| 73                             | Julien Simon (FRA)             | 23è                            |
| 74                             | Cyril Lemoine (FRA)            | 75è                            |
| 75                             | Kenneth Vanbilsen (BEL)        | 155è                           |
| 76                             | Bert Van Lerberghe (BEL)       | 153è                           |
| 77                             | Zico Waeytens (BEL)            | 123è                           |

| Deceuninck-Quick Step DQT | Deceuninck-Quick Step DQT             | Deceuninck-Quick Step DQT |
| ------------------------- | ------------------------------------- | ------------------------- |
| Núm                       | Ciclista                              | Pos                       |
| 81                        | Julian Alaphilippe (FRA)              | 1r                        |
| 82                        | Tim Declercq (BEL)                    | 152è                      |
| 83                        | Philippe Gilbert (BEL)                | 68è                       |
| 84                        | Yves Lampaert (BEL) (ruta)            | 66è                       |
| 85                        | Maximiliano Richeze Araquistain (ARG) | 102è                      |
| 86                        | Zdeněk Štybar (CZE)                   | 67è                       |
| 87                        | Elia Viviani (ITA) (ruta)             | 65è                       |

| Direct Énergie TDE | Direct Énergie TDE      | Direct Énergie TDE |
| ------------------ | ----------------------- | ------------------ |
| Núm                | Ciclista                | Pos                |
| 91                 | Niki Terpstra (NED)     | 56è                |
| 92                 | Niccolò Bonifazio (ITA) | 131è               |
| 93                 | Lilian Calmejane (FRA)  | 38è                |
| 94                 | Jérôme Cousin (FRA)     | 130è               |
| 95                 | Fabien Grellier (FRA)   | 159è               |
| 96                 | Paul Ourselin (FRA)     | 156è               |
| 97                 | Anthony Turgis (FRA)    | 41è                |

| EF Education First EF1 | EF Education First EF1    | EF Education First EF1 |
| ---------------------- | ------------------------- | ---------------------- |
| Núm                    | Ciclista                  | Pos                    |
| 101                    | Simon Clarke (AUS)        | 9è                     |
| 102                    | Julius van den Berg (NED) | 118è                   |
| 103                    | Alberto Bettiol (ITA)     | 36è                    |
| 104                    | Lawson Craddock (USA)     | 44è                    |
| 105                    | Sebastian Langeveld (NED) | 105è                   |
| 106                    | Daniel McLay (GBR)        | 160è                   |
| 107                    | Sacha Modolo (ITA)        | 81è                    |

| Groupama-FDJ GFC | Groupama-FDJ GFC          | Groupama-FDJ GFC |
| ---------------- | ------------------------- | ---------------- |
| Núm              | Ciclista                  | Pos              |
| 111              | Arnaud Démare (FRA)       | 32è              |
| 112              | Jacopo Guarnieri (ITA)    | 55è              |
| 113              | Ignatas Konovalovas (LTU) | 122è             |
| 114              | Stefan Küng (SUI)         | 59è              |
| 115              | Mathieu Ladagnous (FRA)   | 121è             |
| 116              | Olivier Le Gac (FRA)      | 148è             |
| 117              | Anthony Roux (FRA) (ruta) | 89è              |

| Israel Cycling Academy ICA | Israel Cycling Academy ICA   | Israel Cycling Academy ICA |
| -------------------------- | ---------------------------- | -------------------------- |
| Núm                        | Ciclista                     | Pos                        |
| 121                        | Krists Neilands (LAT) (ruta) | 35è                        |
| 122                        | Matthias Brändle (AUT)       | 133è                       |
| 123                        | Davide Cimolai (ITA)         | 22è                        |
| 124                        | Conor Dunne (IRL) (ruta)     | 135è                       |
| 125                        | Guy Sagiv (ISR)              | 136è                       |
| 126                        | Kristian Sbaragli (ITA)      | 69è                        |
| 127                        | Tom Van Asbroeck (BEL)       | 71è                        |

| Lotto-Soudal LTS | Lotto-Soudal LTS         | Lotto-Soudal LTS |
| ---------------- | ------------------------ | ---------------- |
| Núm              | Ciclista                 | Pos              |
| 131              | Caleb Ewan (AUS)         | 29è              |
| 132              | Adam Hansen (AUS)        | 168è             |
| 133              | Jens Keukeleire (BEL)    | 53è              |
| 134              | Roger Kluge (GER)        | 117è             |
| 135              | Nikolas Maes (BEL)       | 108è             |
| 136              | Tomasz Marczyński (POL)  | 94è              |
| 137              | Tosh Van der Sande (BEL) | 100è             |

| Mitchelton-Scott MTS | Mitchelton-Scott MTS          | Mitchelton-Scott MTS |
| -------------------- | ----------------------------- | -------------------- |
| Núm                  | Ciclista                      | Pos                  |
| 141                  | Matteo Trentin (ITA) (ruta)   | 10è                  |
| 142                  | Edoardo Affini (ITA)          | 164è                 |
| 143                  | Michael Hepburn (AUS)         | 166è                 |
| 144                  | Daryl Impey (RSA)             | 119è                 |
| 145                  | Christopher Juul-Jensen (DEN) | 113è                 |
| 146                  | Luka Mezgec (SLO)             | 25è                  |
| 147                  | Robert Stannard (AUS)         | 120è                 |

| Movistar Team MOV | Movistar Team MOV                        | Movistar Team MOV |
| ----------------- | ---------------------------------------- | ----------------- |
| Núm               | Ciclista                                 | Pos               |
| 151               | Alejandro Valverde Belmonte (ESP) (ruta) | 7è                |
| 152               | Carlos Barbero Cuesta (ESP)              | 63è               |
| 153               | Daniele Bennati (ITA)                    | 144è              |
| 154               | Carlos Betancur Gómez (COL)              | 91è               |
| 155               | Mikel Landa Meana (ESP)                  | 147è              |
| 156               | Lluís Mas Bonet (ESP)                    | 93è               |
| 157               | Jürgen Roelandts (BEL)                   | 149è              |

| Neri Sottoli-Selle Italia-KTM NSK | Neri Sottoli-Selle Italia-KTM NSK | Neri Sottoli-Selle Italia-KTM NSK |
| --------------------------------- | --------------------------------- | --------------------------------- |
| Núm                               | Ciclista                          | Pos                               |
| 161                               | Giovanni Visconti (ITA)           | 162è                              |
| 162                               | Liam Bertazzo (ITA)               | DNF                               |
| 163                               | Umberto Marengo (ITA)             | 77è                               |
| 164                               | Luca Pacioni (ITA)                | 127è                              |
| 165                               | Luca Raggio (ITA)                 | 163è                              |
| 166                               | Sebastian Schönberger (AUT)       | 137è                              |
| 167                               | Simone Velasco (ITA)              | 31è                               |

| Dimension Data TDD | Dimension Data TDD                | Dimension Data TDD |
| ------------------ | --------------------------------- | ------------------ |
| Núm                | Ciclista                          | Pos                |
| 171                | Roman Kreuziger (CZE)             | 40è                |
| 172                | Steven Cummings (GBR)             | 57è                |
| 173                | Bernhard Eisel (AUT)              | 128è               |
| 174                | Enrico Gasparotto (ITA)           | 49è                |
| 175                | Reinardt Janse van Rensburg (RSA) | 26è                |
| 176                | Giacomo Nizzolo (ITA)             | 20è                |
| 177                | Tom-Jelte Slagter (NED)           | 51è                |

| Team Jumbo-Visma TJV | Team Jumbo-Visma TJV        | Team Jumbo-Visma TJV |
| -------------------- | --------------------------- | -------------------- |
| Núm                  | Ciclista                    | Pos                  |
| 181                  | Dylan Groenewegen (NED)     | 78è                  |
| 182                  | Amund Grøndahl Jansen (NOR) | 21è                  |
| 183                  | Taco van der Hoorn (NED)    | 87è                  |
| 184                  | Mike Teunissen (NED)        | 18è                  |
| 185                  | Wout van Aert (BEL)         | 6è                   |
| 186                  | Jos van Emden (NED)         | 39è                  |
| 187                  | Danny van Poppel (NED)      | 95è                  |

| Katusha-Alpecin TKA | Katusha-Alpecin TKA         | Katusha-Alpecin TKA |
| ------------------- | --------------------------- | ------------------- |
| Núm                 | Ciclista                    | Pos                 |
| 191                 | Enrico Battaglin (ITA)      | 37è                 |
| 192                 | José Gonçalves Maciel (POR) | 76è                 |
| 193                 | Marco Haller (AUT)          | 17è                 |
| 194                 | Reto Hollenstein (SUI)      | 109è                |
| 195                 | Viatxeslav Kuznetsov (RUS)  | 74è                 |
| 196                 | Nils Politt (GER)           | 27è                 |
| 197                 | Mads Würtz Schmidt (DEN)    | 132è                |

| Team Novo Nordisk TNN | Team Novo Nordisk TNN   | Team Novo Nordisk TNN |
| --------------------- | ----------------------- | --------------------- |
| Núm                   | Ciclista                | Pos                   |
| 201                   | Sam Brand (GBR)         | 157è                  |
| 202                   | Joonas Henttala (FIN)   | 139è                  |
| 203                   | Péter Kusztor (HUN)     | 141è                  |
| 204                   | David Lozano Riba (ESP) | 138è                  |
| 205                   | Andrea Peron (ITA)      | 161è                  |
| 206                   | Charles Planet (FRA)    | 140è                  |
| 207                   | Umberto Poli (ITA)      | 165è                  |

| Team Sky SKY | Team Sky SKY                    | Team Sky SKY |
| ------------ | ------------------------------- | ------------ |
| Núm          | Ciclista                        | Pos          |
| 211          | Michał Kwiatkowski (POL) (ruta) | 3r           |
| 212          | Owain Doull (GBR)               | 115è         |
| 213          | Filippo Ganna (ITA)             | 114è         |
| 214          | Tao Geoghegan Hart (GBR)        | 45è          |
| 215          | Michał Gołaś (POL)              | 145è         |
| 216          | Salvatore Puccio (ITA)          | 112è         |
| 217          | Luke Rowe (GBR)                 | 103è         |

| Team Sunweb SUN | Team Sunweb SUN            | Team Sunweb SUN |
| --------------- | -------------------------- | --------------- |
| Núm             | Ciclista                   | Pos             |
| 221             | Michael Matthews (AUS)     | 12è             |
| 222             | Roy Curvers (NED)          | 134è            |
| 223             | Tom Dumoulin (NED)         | 11è             |
| 224             | Marc Hirschi (SUI)         | 48è             |
| 225             | Søren Kragh Andersen (DEN) | 52è             |
| 226             | Nicolas Roche (IRL)        | 46è             |
| 227             | Casper Pedersen (DEN)      | DNF             |

| Trek-Segafredo TFS | Trek-Segafredo TFS           | Trek-Segafredo TFS |
| ------------------ | ---------------------------- | ------------------ |
| Núm                | Ciclista                     | Pos                |
| 231                | Edward Theuns (BEL)          | 82è                |
| 232                | Gianluca Brambilla (ITA)     | 34è                |
| 233                | Koen de Kort (NED)           | 110è               |
| 234                | Markel Irizar Aranburu (ESP) | 146è               |
| 235                | Toms Skujiņš (LAT)           | 83è                |
| 236                | Jasper Stuyven (BEL)         | 79è                |
| 237                | John Degenkolb (GER)         | 84è                |

| UAE Team Emirates UAD | UAE Team Emirates UAD         | UAE Team Emirates UAD |
| --------------------- | ----------------------------- | --------------------- |
| Núm                   | Ciclista                      | Pos                   |
| 241                   | Alexander Kristoff (NOR)      | 14è                   |
| 242                   | Sven Erik Bystrøm (NOR)       | 54è                   |
| 243                   | Fernando Gaviria Rendón (COL) | 16è                   |
| 244                   | Marco Marcato (ITA)           | 73è                   |
| 245                   | Jasper Philipsen (BEL)        | 150è                  |
| 246                   | Oliviero Troia (ITA)          | 154è                  |
| 247                   | Diego Ulissi (ITA)            | 72è                   |

| Bahrain-Merida TBM | Bahrain-Merida TBM         | Bahrain-Merida TBM |
| ------------------ | -------------------------- | ------------------ |
| Núm                | Ciclista                   | Pos                |
| 1                  | Vincenzo Nibali (ITA)      | 8è                 |
| 2                  | Sonny Colbrelli (ITA)      | 43è                |
| 3                  | Heinrich Haussler (AUS)    | 106è               |
| 4                  | Kristjan Koren (SLO)       | 107è               |
| 5                  | Matej Mohorič (SLO) (ruta) | 5è                 |
| 6                  | Marcel Sieberg (GER)       | 116è               |
| 7                  | Dylan Teuns (BEL)          | DNF                |

| AG2R La Mondiale ALM | AG2R La Mondiale ALM    | AG2R La Mondiale ALM |
| -------------------- | ----------------------- | -------------------- |
| Núm                  | Ciclista                | Pos                  |
| 11                   | Romain Bardet (FRA)     | 50è                  |
| 12                   | Julien Duval (FRA)      | 151è                 |
| 13                   | Dorian Godon (FRA)      | 92è                  |
| 14                   | Oliver Naesen (BEL)     | 2n                   |
| 15                   | Nans Peters (FRA)       | 129è                 |
| 16                   | Clément Venturini (FRA) | 24è                  |
| 17                   | Lawrence Warbasse (USA) | 70è                  |

| Androni Giocattoli-Sidermec ANS | Androni Giocattoli-Sidermec ANS | Androni Giocattoli-Sidermec ANS |
| ------------------------------- | ------------------------------- | ------------------------------- |
| Núm                             | Ciclista                        | Pos                             |
| 21                              | Manuel Belletti (ITA)           | 85è                             |
| 22                              | Matteo Busato (ITA)             | 80è                             |
| 23                              | Mattia Cattaneo (ITA)           | 101è                            |
| 24                              | Marco Frapporti (ITA)           | 125è                            |
| 25                              | Francesco Gavazzi (ITA)         | 96è                             |
| 26                              | Fausto Masnada (ITA)            | 126è                            |
| 27                              | Matteo Montaguti (ITA)          | 33è                             |

| Astana AST | Astana AST                  | Astana AST |
| ---------- | --------------------------- | ---------- |
| Núm        | Ciclista                    | Pos        |
| 31         | Magnus Cort Nielsen (DEN)   | 15è        |
| 32         | Davide Ballerini (ITA)      | 19è        |
| 33         | Manuele Boaro (ITA)         | 97è        |
| 34         | Dario Cataldo (ITA)         | 47è        |
| 35         | Laurens De Vreese (BEL)     | 60è        |
| 36         | Ievgueni Guiditx (KAZ)      | 88è        |
| 37         | Jonas Gregaard Wilsly (DEN) | 98è        |

| Bardiani CSF BRD | Bardiani CSF BRD         | Bardiani CSF BRD |
| ---------------- | ------------------------ | ---------------- |
| Núm              | Ciclista                 | Pos              |
| 41               | Vincenzo Albanese (ITA)  | DNF              |
| 42               | Giovanni Carboni (ITA)   | 90è              |
| 43               | Mirco Maestri (ITA)      | 142è             |
| 44               | Umberto Orsini (ITA)     | 143è             |
| 45               | Alessandro Pessot (ITA)  | 167è             |
| 46               | Lorenzo Rota (ITA)       | DNF              |
| 47               | Alessandro Tonelli (ITA) | 158è             |

| Bora-Hansgrohe BOH | Bora-Hansgrohe BOH        | Bora-Hansgrohe BOH |
| ------------------ | ------------------------- | ------------------ |
| Núm                | Ciclista                  | Pos                |
| 51                 | Peter Sagan (SVK) (ruta)  | 4t                 |
| 52                 | Sam Bennett (IRL)         | 28è                |
| 53                 | Maciej Bodnar (POL)       | DNF                |
| 54                 | Marcus Burghardt (GER)    | 64è                |
| 55                 | Jean-Pierre Drucker (LUX) | 30è                |
| 56                 | Oscar Gatto (ITA)         | 104è               |
| 57                 | Daniel Oss (ITA)          | 13è                |

| CCC Team CPT | CCC Team CPT                   | CCC Team CPT |
| ------------ | ------------------------------ | ------------ |
| Núm          | Ciclista                       | Pos          |
| 61           | Greg Van Avermaet (BEL)        | 42è          |
| 62           | Alessandro De Marchi (ITA)     | 58è          |
| 63           | Michael Schär (SUI)            | 111è         |
| 64           | Gijs Van Hoecke (BEL)          | 99è          |
| 65           | Nathan Van Hooydonck (BEL)     | DNF          |
| 66           | Guillaume Van Keirsbulck (BEL) | 124è         |
| 67           | Łukasz Wiśniowski (POL)        | 86è          |

| Cofidis, Solutions Crédits COF | Cofidis, Solutions Crédits COF | Cofidis, Solutions Crédits COF |
| ------------------------------ | ------------------------------ | ------------------------------ |
| Núm                            | Ciclista                       | Pos                            |
| 71                             | Christophe Laporte (FRA)       | 61è                            |
| 72                             | Nacer Bouhanni (FRA)           | 62è                            |
| 73                             | Julien Simon (FRA)             | 23è                            |
| 74                             | Cyril Lemoine (FRA)            | 75è                            |
| 75                             | Kenneth Vanbilsen (BEL)        | 155è                           |
| 76                             | Bert Van Lerberghe (BEL)       | 153è                           |
| 77                             | Zico Waeytens (BEL)            | 123è                           |

| Deceuninck-Quick Step DQT | Deceuninck-Quick Step DQT             | Deceuninck-Quick Step DQT |
| ------------------------- | ------------------------------------- | ------------------------- |
| Núm                       | Ciclista                              | Pos                       |
| 81                        | Julian Alaphilippe (FRA)              | 1r                        |
| 82                        | Tim Declercq (BEL)                    | 152è                      |
| 83                        | Philippe Gilbert (BEL)                | 68è                       |
| 84                        | Yves Lampaert (BEL) (ruta)            | 66è                       |
| 85                        | Maximiliano Richeze Araquistain (ARG) | 102è                      |
| 86                        | Zdeněk Štybar (CZE)                   | 67è                       |
| 87                        | Elia Viviani (ITA) (ruta)             | 65è                       |

| Direct Énergie TDE | Direct Énergie TDE      | Direct Énergie TDE |
| ------------------ | ----------------------- | ------------------ |
| Núm                | Ciclista                | Pos                |
| 91                 | Niki Terpstra (NED)     | 56è                |
| 92                 | Niccolò Bonifazio (ITA) | 131è               |
| 93                 | Lilian Calmejane (FRA)  | 38è                |
| 94                 | Jérôme Cousin (FRA)     | 130è               |
| 95                 | Fabien Grellier (FRA)   | 159è               |
| 96                 | Paul Ourselin (FRA)     | 156è               |
| 97                 | Anthony Turgis (FRA)    | 41è                |

| EF Education First EF1 | EF Education First EF1    | EF Education First EF1 |
| ---------------------- | ------------------------- | ---------------------- |
| Núm                    | Ciclista                  | Pos                    |
| 101                    | Simon Clarke (AUS)        | 9è                     |
| 102                    | Julius van den Berg (NED) | 118è                   |
| 103                    | Alberto Bettiol (ITA)     | 36è                    |
| 104                    | Lawson Craddock (USA)     | 44è                    |
| 105                    | Sebastian Langeveld (NED) | 105è                   |
| 106                    | Daniel McLay (GBR)        | 160è                   |
| 107                    | Sacha Modolo (ITA)        | 81è                    |

| Groupama-FDJ GFC | Groupama-FDJ GFC          | Groupama-FDJ GFC |
| ---------------- | ------------------------- | ---------------- |
| Núm              | Ciclista                  | Pos              |
| 111              | Arnaud Démare (FRA)       | 32è              |
| 112              | Jacopo Guarnieri (ITA)    | 55è              |
| 113              | Ignatas Konovalovas (LTU) | 122è             |
| 114              | Stefan Küng (SUI)         | 59è              |
| 115              | Mathieu Ladagnous (FRA)   | 121è             |
| 116              | Olivier Le Gac (FRA)      | 148è             |
| 117              | Anthony Roux (FRA) (ruta) | 89è              |

| Israel Cycling Academy ICA | Israel Cycling Academy ICA   | Israel Cycling Academy ICA |
| -------------------------- | ---------------------------- | -------------------------- |
| Núm                        | Ciclista                     | Pos                        |
| 121                        | Krists Neilands (LAT) (ruta) | 35è                        |
| 122                        | Matthias Brändle (AUT)       | 133è                       |
| 123                        | Davide Cimolai (ITA)         | 22è                        |
| 124                        | Conor Dunne (IRL) (ruta)     | 135è                       |
| 125                        | Guy Sagiv (ISR)              | 136è                       |
| 126                        | Kristian Sbaragli (ITA)      | 69è                        |
| 127                        | Tom Van Asbroeck (BEL)       | 71è                        |

| Lotto-Soudal LTS | Lotto-Soudal LTS         | Lotto-Soudal LTS |
| ---------------- | ------------------------ | ---------------- |
| Núm              | Ciclista                 | Pos              |
| 131              | Caleb Ewan (AUS)         | 29è              |
| 132              | Adam Hansen (AUS)        | 168è             |
| 133              | Jens Keukeleire (BEL)    | 53è              |
| 134              | Roger Kluge (GER)        | 117è             |
| 135              | Nikolas Maes (BEL)       | 108è             |
| 136              | Tomasz Marczyński (POL)  | 94è              |
| 137              | Tosh Van der Sande (BEL) | 100è             |

| Mitchelton-Scott MTS | Mitchelton-Scott MTS          | Mitchelton-Scott MTS |
| -------------------- | ----------------------------- | -------------------- |
| Núm                  | Ciclista                      | Pos                  |
| 141                  | Matteo Trentin (ITA) (ruta)   | 10è                  |
| 142                  | Edoardo Affini (ITA)          | 164è                 |
| 143                  | Michael Hepburn (AUS)         | 166è                 |
| 144                  | Daryl Impey (RSA)             | 119è                 |
| 145                  | Christopher Juul-Jensen (DEN) | 113è                 |
| 146                  | Luka Mezgec (SLO)             | 25è                  |
| 147                  | Robert Stannard (AUS)         | 120è                 |

| Movistar Team MOV | Movistar Team MOV                        | Movistar Team MOV |
| ----------------- | ---------------------------------------- | ----------------- |
| Núm               | Ciclista                                 | Pos               |
| 151               | Alejandro Valverde Belmonte (ESP) (ruta) | 7è                |
| 152               | Carlos Barbero Cuesta (ESP)              | 63è               |
| 153               | Daniele Bennati (ITA)                    | 144è              |
| 154               | Carlos Betancur Gómez (COL)              | 91è               |
| 155               | Mikel Landa Meana (ESP)                  | 147è              |
| 156               | Lluís Mas Bonet (ESP)                    | 93è               |
| 157               | Jürgen Roelandts (BEL)                   | 149è              |

| Neri Sottoli-Selle Italia-KTM NSK | Neri Sottoli-Selle Italia-KTM NSK | Neri Sottoli-Selle Italia-KTM NSK |
| --------------------------------- | --------------------------------- | --------------------------------- |
| Núm                               | Ciclista                          | Pos                               |
| 161                               | Giovanni Visconti (ITA)           | 162è                              |
| 162                               | Liam Bertazzo (ITA)               | DNF                               |
| 163                               | Umberto Marengo (ITA)             | 77è                               |
| 164                               | Luca Pacioni (ITA)                | 127è                              |
| 165                               | Luca Raggio (ITA)                 | 163è                              |
| 166                               | Sebastian Schönberger (AUT)       | 137è                              |
| 167                               | Simone Velasco (ITA)              | 31è                               |

| Dimension Data TDD | Dimension Data TDD                | Dimension Data TDD |
| ------------------ | --------------------------------- | ------------------ |
| Núm                | Ciclista                          | Pos                |
| 171                | Roman Kreuziger (CZE)             | 40è                |
| 172                | Steven Cummings (GBR)             | 57è                |
| 173                | Bernhard Eisel (AUT)              | 128è               |
| 174                | Enrico Gasparotto (ITA)           | 49è                |
| 175                | Reinardt Janse van Rensburg (RSA) | 26è                |
| 176                | Giacomo Nizzolo (ITA)             | 20è                |
| 177                | Tom-Jelte Slagter (NED)           | 51è                |

| Team Jumbo-Visma TJV | Team Jumbo-Visma TJV        | Team Jumbo-Visma TJV |
| -------------------- | --------------------------- | -------------------- |
| Núm                  | Ciclista                    | Pos                  |
| 181                  | Dylan Groenewegen (NED)     | 78è                  |
| 182                  | Amund Grøndahl Jansen (NOR) | 21è                  |
| 183                  | Taco van der Hoorn (NED)    | 87è                  |
| 184                  | Mike Teunissen (NED)        | 18è                  |
| 185                  | Wout van Aert (BEL)         | 6è                   |
| 186                  | Jos van Emden (NED)         | 39è                  |
| 187                  | Danny van Poppel (NED)      | 95è                  |

| Katusha-Alpecin TKA | Katusha-Alpecin TKA         | Katusha-Alpecin TKA |
| ------------------- | --------------------------- | ------------------- |
| Núm                 | Ciclista                    | Pos                 |
| 191                 | Enrico Battaglin (ITA)      | 37è                 |
| 192                 | José Gonçalves Maciel (POR) | 76è                 |
| 193                 | Marco Haller (AUT)          | 17è                 |
| 194                 | Reto Hollenstein (SUI)      | 109è                |
| 195                 | Viatxeslav Kuznetsov (RUS)  | 74è                 |
| 196                 | Nils Politt (GER)           | 27è                 |
| 197                 | Mads Würtz Schmidt (DEN)    | 132è                |

| Team Novo Nordisk TNN | Team Novo Nordisk TNN   | Team Novo Nordisk TNN |
| --------------------- | ----------------------- | --------------------- |
| Núm                   | Ciclista                | Pos                   |
| 201                   | Sam Brand (GBR)         | 157è                  |
| 202                   | Joonas Henttala (FIN)   | 139è                  |
| 203                   | Péter Kusztor (HUN)     | 141è                  |
| 204                   | David Lozano Riba (ESP) | 138è                  |
| 205                   | Andrea Peron (ITA)      | 161è                  |
| 206                   | Charles Planet (FRA)    | 140è                  |
| 207                   | Umberto Poli (ITA)      | 165è                  |

| Team Sky SKY | Team Sky SKY                    | Team Sky SKY |
| ------------ | ------------------------------- | ------------ |
| Núm          | Ciclista                        | Pos          |
| 211          | Michał Kwiatkowski (POL) (ruta) | 3r           |
| 212          | Owain Doull (GBR)               | 115è         |
| 213          | Filippo Ganna (ITA)             | 114è         |
| 214          | Tao Geoghegan Hart (GBR)        | 45è          |
| 215          | Michał Gołaś (POL)              | 145è         |
| 216          | Salvatore Puccio (ITA)          | 112è         |
| 217          | Luke Rowe (GBR)                 | 103è         |

| Team Sunweb SUN | Team Sunweb SUN            | Team Sunweb SUN |
| --------------- | -------------------------- | --------------- |
| Núm             | Ciclista                   | Pos             |
| 221             | Michael Matthews (AUS)     | 12è             |
| 222             | Roy Curvers (NED)          | 134è            |
| 223             | Tom Dumoulin (NED)         | 11è             |
| 224             | Marc Hirschi (SUI)         | 48è             |
| 225             | Søren Kragh Andersen (DEN) | 52è             |
| 226             | Nicolas Roche (IRL)        | 46è             |
| 227             | Casper Pedersen (DEN)      | DNF             |

| Trek-Segafredo TFS | Trek-Segafredo TFS           | Trek-Segafredo TFS |
| ------------------ | ---------------------------- | ------------------ |
| Núm                | Ciclista                     | Pos                |
| 231                | Edward Theuns (BEL)          | 82è                |
| 232                | Gianluca Brambilla (ITA)     | 34è                |
| 233                | Koen de Kort (NED)           | 110è               |
| 234                | Markel Irizar Aranburu (ESP) | 146è               |
| 235                | Toms Skujiņš (LAT)           | 83è                |
| 236                | Jasper Stuyven (BEL)         | 79è                |
| 237                | John Degenkolb (GER)         | 84è                |

| UAE Team Emirates UAD | UAE Team Emirates UAD         | UAE Team Emirates UAD |
| --------------------- | ----------------------------- | --------------------- |
| Núm                   | Ciclista                      | Pos                   |
| 241                   | Alexander Kristoff (NOR)      | 14è                   |
| 242                   | Sven Erik Bystrøm (NOR)       | 54è                   |
| 243                   | Fernando Gaviria Rendón (COL) | 16è                   |
| 244                   | Marco Marcato (ITA)           | 73è                   |
| 245                   | Jasper Philipsen (BEL)        | 150è                  |
| 246                   | Oliviero Troia (ITA)          | 154è                  |
| 247                   | Diego Ulissi (ITA)            | 72è                   |